# Trofeo Laigueglia 2000
Il Trofeo Laigueglia 2000, trentasettesima edizione della corsa, si svolse il 15 febbraio 2000, su un percorso di 176 km. La vittoria fu appannaggio dell'italiano Daniele Nardello, che completò il percorso in 4h19'20", precedendo il connazionale Roberto Petito e il kazako Andrej Kivilëv.
I corridori che presero il via da Laigueglia furono 190, mentre coloro che portarono a termine il percorso sul medesimo traguardo furono 71.

## Ordine d'arrivo (Top 10)
| Pos. | Corridore        | Squadra            | Tempo    |
| ---- | ---------------- | ------------------ | -------- |
| 1    | Daniele Nardello | Mapei-Quick Step   | 4h19'20" |
| 2    | Roberto Petito   | Fassa Bortolo      | s.t.     |
| 3    | Andrej Kivilëv   | AG2R Prévoyance    | s.t.     |
| 4    | Tadej Valjavec   | Fassa Bortolo      | a 9"     |
| 5    | Markus Zberg     | Rabobank           | a 25"    |
| 6    | Ludovic Turpin   | AG2R Prévoyance    | s.t.     |
| 7    | Mauro Zinetti    | Team Colpack-Astro | s.t.     |
| 8    | Flavio Zandarin  | Alessio-Bianchi    | s.t.     |
| 9    | Luca Mazzanti    | Fassa Bortolo      | s.t.     |
| 10   | Eddy Mazzoleni   | Team Polti         | s.t.     |